# Boshirō Hosogaya
Boshirō Hosogaya (細萱 戊子郎?, Hosogaya Boshirō; Prefettura di Nagano, 24 giugno 1888 – 8 febbraio 1964) è stato un ammiraglio giapponese, attivo durante la seconda guerra mondiale.
Entrò nella Marina imperiale nel 1908, si specializzò nell'impiego di naviglio silurante e tra la fine del 1913 e la fine del 1920, in due tempi, completò i corsi A e B presso il prestigioso Collegio navale di Tokyo. Promosso capitano di corvetta, prestò servizio in alcuni stati maggiori e quindi nello stato maggiore generale della Marina; fu poi a bordo dell'incrociatore leggero Yubari (1924-1925) e lavorò al 1º Distretto navale a Yokosuka prima di intraprendere un viaggio di formazione all'estero tra 1927 e 1928. Nel 1929 divenne capitano di vascello e fu distaccato al 2º Distretto navale (Kure) con una mansione organizzativa; solo alla fine del 1931 ebbe il suo primo comando in mare, l'incrociatore pesante Chokai, cui seguirono la nave da battaglia Mutsu e la 5ª Squadriglia cacciatorpediniere (1934-1936). Fu quindi trasferito a terra e divenne direttore della Scuola di comunicazioni e della Scuola siluristi. Contrammiraglio, divenne comandante della 4ª Squadriglia nel 1937 e poi di un gruppo aereo nel 1938; infine per i due anni successivi rimase nel teatro di guerra cinese, dapprima a capo del Distretto di guardia di Ryojun (Port Arthur) e poi di una delle componenti della Flotta dell'Area cinese. Tornò in patria nell'estate 1941 per assumere il comando della 5ª Flotta, dotata di naviglio piuttosto obosleto e incaricata di operare dal Giappone settentrionale.
Egli è noto per aver coordinato la manovra diversiva nipponica nelle Aleutine correlata alla battaglia delle Midway (4-6 giugno 1942): rafforzato da incrociatori pesanti e due portaerei, bombardò con scarsi risultati Dutch Harbor e occupò le isole di Attu e Kiska entro il 10 giugno. Per gli otto mesi successivi si impegnò nell'organizzazione e protezione dei convogli diretti alle due inospitali posizioni, sottoposte alla pressione soprattutto aerea dei reparti statunitensi. Dinanzi all'incremento delle azioni navali statunitensi al principio del 1943 decise di scortare con tutte le sue forze – nuovamente ridotte dopo l'operazione Midway – i vulnerabili trasporti e, la mattina presto del 26 marzo, si scontrò con una squadra nemica inferiore per numero e potenza di fuoco a sud delle isole Komandorski sovietiche, rinunciando dopo ore di cannoneggiamenti a una facile vittoria. Il ripiegamento costò a Hosogaya durissime critiche, il 1º aprile fu sollevato dal comando e posto a riposo. Alla fine del 1943 fu allontanato tramite al nomina a governatore delle isole del Mandato, dove rimase tagliato fuori sino al termine delle ostilità nel settembre 1945. Tornò in Giappone e morì nel 1964.

## Biografia

### Inizio della carriera
Boshirō Hosogaya nacque il 24 giugno 1888 nella prefettura di Nagano. In giovane età s'iscrisse all'Accademia navale di Etajima, studiò nella 36ª classe e per i suoi meriti fu nominato Cavaliere di III Classe dell'Ordine del Nibbio d'oro. Si diplomò il 21 novembre 1908, sedicesimo su 191 allievi, ottenne il brevetto di aspirante guardiamarina e fu imbarcato sull'incrociatore protetto Soya di preda bellica russa: su questa unità effettuò la crociera d'addestramento all'estero. Rientrato in patria, fu assegnato il 2 agosto 1909 alla nave da battaglia Kashima e il 15 gennaio 1910 ricevette la nomina a guardiamarina. Il 20 aprile 1911 iniziò l'addestramento a terra al Corso base presso la Scuola d'artiglieria navale, quindi dal 4 agosto seguì il Corso base alla Scuola siluristi alla cui conclusione, il 1º dicembre dello stesso anno, fu portato al grado di sottotenente di vascello. Il 20 dicembre fu imbarcato sul cacciatorpediniere di terza classe (equivalente grossomodo alla torpediniera) Asagiri per una prima esperienza su naviglio silurante leggero, poi il 1º febbraio 1912 fu riassegnato alla 17ª Divisione torpediniere. Il 1º aprile 1913 passò all'equipaggio della nave da battaglia Sagami, anch'essa catturata all'Impero russo dopo la guerra del 1904-1905 e per otto mesi vi prestò servizio; concluso questo ciclo intraprese gli studi al Corso B del prestigioso Collegio navale di Tokyo, 18ª classe: si trattava di un istituto preposto alla formazione di competenti ufficiali, capaci inoltre di esercitare incarichi di stato maggiore. Terminato il corso, il 27 maggio 1914 Hosogaya si iscrisse al Corso avanzato della Scuola siluristi e ne completò le prove il 1º dicembre dello stesso anno, data alla quale fu promosso tenente di vascello e assegnato (in qualità di assistente) allo stato maggiore della 1ª Flotta. Il 13 dicembre 1915, viste le sue credenziali, fu integrato nell'equipaggio del cacciatorpediniere di seconda classe Kaba e rimase a bordo per più di un anno. Infatti solo il 7 febbraio 1917 tornò a un incarico di stato maggiore presso l'appena costituita 1ª Flotta per compiti speciali, creata per gestire una parte delle incombenze giapponesi nella prima guerra mondiale; anche tale mansione durò più di un anno e servì a Hosogaya ad affinare le proprie capacità. Il 13 giugno 1918 tornò a terra presso il 3º Distretto navale con quartier generale a Sasebo, dove assunse funzioni di aiutante e fu unito allo stato maggiore della base. Il 1º dicembre, tuttavia, lasciò entrambi i posti per completare la propria formazione: tornò al Collegio navale, nella 18ª classe, e intraprese l'impegnativo Corso A, che concluse esattamente due anni più tardi. Ebbe la promozione a capitano di corvetta e un incarico allo stato maggiore della 4ª Divisione incrociatori.

### Gli anni venti e trenta
Hosogaya rimase alla 4ª Divisione incrociatori sino al 10 agosto 1921, quando fu chiamato a rapporto presso lo stato maggiore generale della Marina imperiale giapponese: la settimana successiva entrò in questo alto organismo direttivo. Tale incarico durò a lungo e fu segnato dalla tragedia del terremoto del Kantō del settembre 1923; per gestire la crisi le forze armate nipponiche costituirono un apposito quartier generale che si occupasse di imporre la legge marziale e Hosogaya vi fu incluso sin da subito (7 settembre), operandovi sino al 16 novembre, una volta che si era ristabilita una certa normalità. Il 1º dicembre 1924 concluse il lungo mandato allo stato maggiore generale, che lo imbarcò a bordo del moderno incrociatore leggero Yubari con il nuovo grado di capitano di fregata e la funzione di vice-comandante. Hosogaya partecipò così a una crociera nell'Oceano Pacifico e a un viaggio sino alle Hawaii, prima di arrivare nelle acque della base militare di Mako, nelle Pescadores, dove l'incrociatore rimase per un certo periodo. A fine 1925 lo Yubari tornò in Giappone, assegnato al Distretto navale di Sasebo. Il 15 ottobre 1926 Hosogaya ebbe nuovi ordini che lo destinarono al 1º Distretto navale (Yokosuka) ma, pochi mesi dopo, fu informato di essere stato scelto per un viaggio in Europa e Stati Uniti. Hosogaya partì il 1º marzo 1927 e l'ordine di rientro non gli pervenne che il 2 febbraio 1928: tornato in patria, il 1º marzo fu nominato vice-comandante della nave da battaglia Hyuga. La nave, dopo un breve periodo passato nella riserva, fu integrata in maggio alla 1ª Divisione corazzate e nella primavera del 1929 condusse alcune operazioni lungo il litorale cinese, prima vera esperienza di tal genere per Hosogaya. Il 30 novembre di quell'anno egli fu portato al grado di capitano di vascello e nuovamente trasferito a incarichi sulla terraferma: in particolare divenne membro dell'Ufficio rifornimenti dipendente dal 2º Distretto navale (Kure) e assunse la direzione della Sezione 1 di tale organismo.

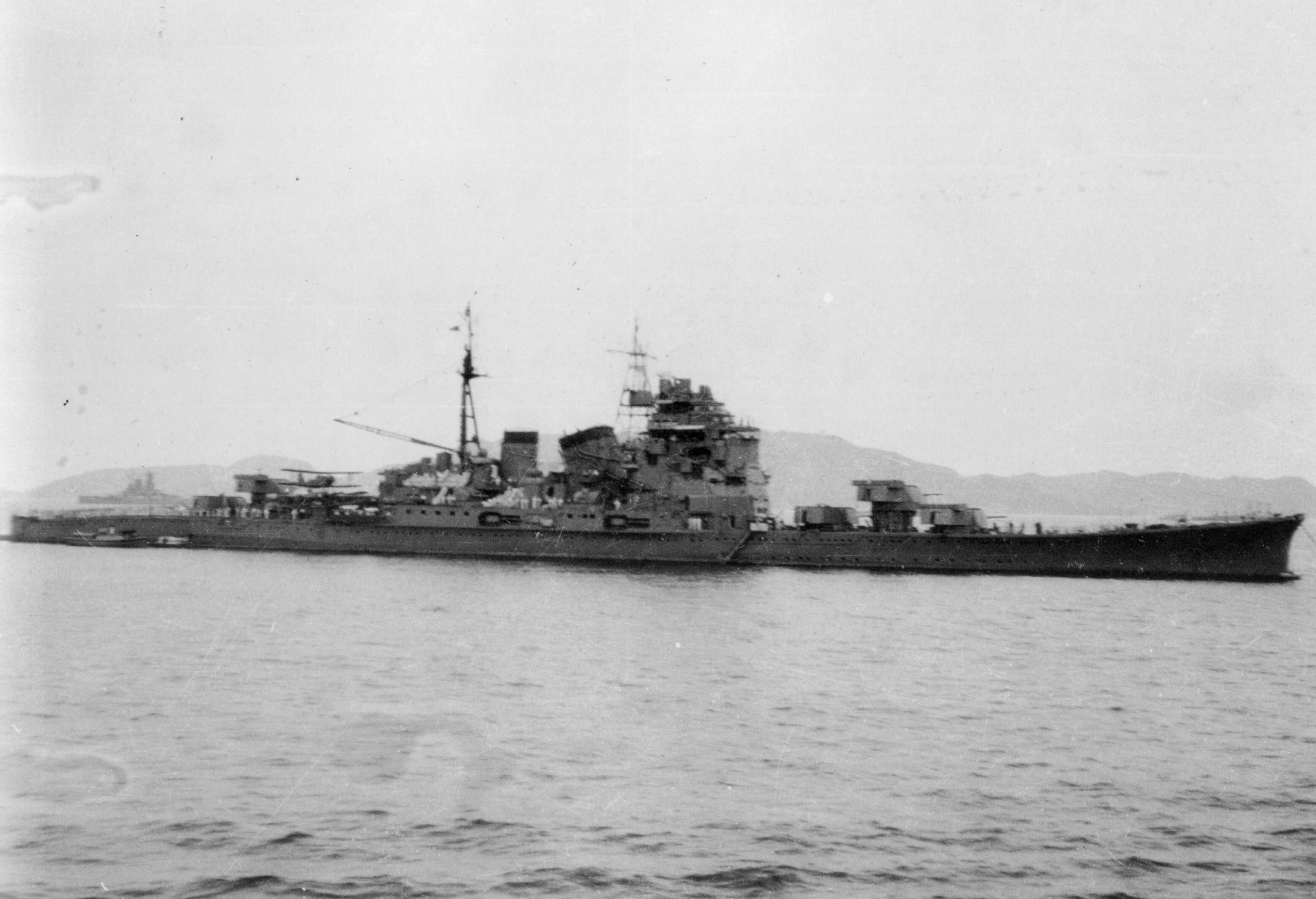
L'incrociatore pesante Chokai, prima nave al comando di Hosogaya

Il 1º dicembre 1931 Hosogaya ebbe l'incarico di supervisionare l'allestimento finale dell'incrociatore pesante Chokai, in costruzione a Nagasaki: il 30 giugno 1932 ne fu quindi nominato primo comandante e condusse l'unità a Yokosuka per la procedura di registrazione nelle liste di naviglio in servizio con la Marina imperiale. Supervisionò dunque la messa a punto del Chokai sino al 1º dicembre, quando lasciò il comando dell'incrociatore per ricoprire il posto di capo della Sezione 1 dell'Ufficio rifornimenti, Ministero della marina. Il 15 settembre 1933 tornò a Sasebo in qualità di capo dell'Ufficio armamenti e vi rimase oltre un anno. Il 15 novembre 1934 fu richiamato per un altro ciclo di servizio in mare, che iniziò con la nomina a comandante della grande nave da battaglia Mutsu, la quale tuttavia si trovava dall'estate in bacino di carenaggio per una radicale ricostruzione. Un anno esatto più tardi transitò alla testa della 5ª Squadriglia cacciatorpediniere e concordemente fu portato al rango di contrammiraglio, quindi il 1º dicembre 1936 fu scelto quale nuovo direttore della Scuola navale di comunicazioni a Yokosuka; a partire dal 10 marzo 1937 affiancò a tale ruolo anche la direzione della vicina Scuola siluristi. Lasciò entrambi gli incarichi formativi il 28 luglio 1937, essendo stato nominato comandante della 4ª Squadriglia cacciatorpediniere: con esso conobbe alcune azioni nei primi mesi della sanguinosa seconda guerra sino-giapponese. Il 19 aprile 1938 fece rapporto allo stato maggiore generale che, cinque giorni più tardi, lo pose al comando del 1º Gruppo aereo della Marina. Oltre un anno dopo, il 15 novembre 1939, fu promosso viceammiraglio e inviato oltremare, dacché messo al comando del Distretto di guardia di Ryojun. Era un'entità con quartier generale a Port Arthur, incaricata di difendere le acque costiere della Manciuria occupata e della penisola del Kwantung e dotata di forze navali leggere e/o ausiliarie.

### La seconda guerra mondiale

#### In Cina e nelle retrovie
Dopo un anno esatto dall'assunzione del comando a Port Arthur, Hosogaya fu posto alla testa della 1ª Flotta di spedizione cinese, una delle varie componenti costituite dalla Marina imperiale via via che gli impegni militari in Cina si erano fatti più gravosi. Era però equipaggiata per operare sottocosta o lungo il corso dei fiumi, pertanto disponeva solo delle cannoniere Ataka, Uji, Seta, Katata, Hira, Hozu, Atami, Futami, Fushimi, Sumida; inoltre aveva alle sue dipendenze due reparti terrestri, posti a guardia di Hankow e Kiukiang. Il 5 luglio 1941 Hosogaya fu richiamato in patria e, dopo un periodo di riposo, fu assegnato il 25 luglio al posto di comandante in capo della 5ª Flotta, sciolta nel 1939 e ricostituita nel Giappone settentrionale con quartier generale a Ominato. Questa squadra era deputata alla difesa delle isole Hokkaidō, Curili e Karafuto e dunque disponeva di ridotta potenza di fuoco: le uniche unità di un qualche valore erano la 22ª Divisione incrociatori (Akagi Maru, Asaka Maru, Awata Maru, tutti mercantili convertiti), assegnata all'inizio di settembre, e la 21ª Divisione incrociatori (Kiso, Tama) con alle sue dipendenze la nave appoggio idrovolanti Kimikawa Maru avente a bordo otto Aichi E13A. Di conseguenza Hosogaya non fu coinvolto né nelle complesse pianificazioni tese a costituire con gli strumenti militari la Sfera di co-prosperità della Grande Asia orientale né, dopo l'attacco di Pearl Harbor del 7 dicembre 1941, nella prima serie di vittoriose operazioni.

#### Midway e l'inizio della campagna nelle Aleutine

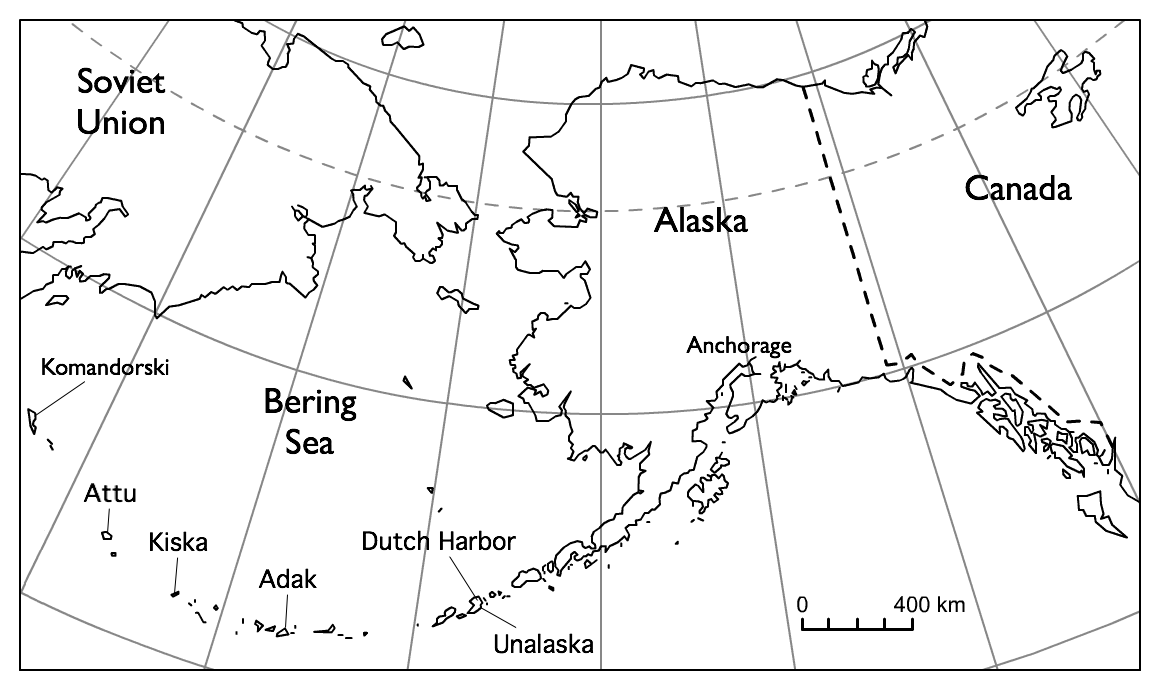
Carta schematica delle Aleutine, indicante Attu e Kiska e anche le isole Komandorski (appartenenti all'Unione Sovietica)

Nel maggio 1942 l'ammiraglio Isoroku Yamamoto, comandante della Flotta Combinata, delineò il quadro della massiccia offensiva navale avente come obiettivo il piccolo atollo di Midway. Con il cosiddetto "Ordine Numero 24, Forza navale settentrionale" del 20 maggio fu chiamato in causa anche il viceammiraglio Hosogaya, che all'inizio di giugno doveva bombardare le installazioni statunitensi sulle inospitali isole Aleutine e occupare solo fino a settembre, prima dell'inverno, le isole di Attu, Kiska e Adak: in questo modo si sperava di trarre in inganno la United States Pacific Fleet, provocare la dispersione delle sue modeste forze e facilitare la 1ª Flotta aerea (viceammiraglio Chūichi Nagumo) e la 2ª Flotta (viceammiraglio Nobutake Kondō) nella battaglia contro le portaerei nemiche e nell'occupazione dell'atollo. Per completare il compito Hosogaya ebbe ai suoi diretti ordini l'incrociatore pesante Nachi – sua nuova ammiraglia – e i cacciatorpediniere Nenohi e Hatsuharu di scorta; la 4ª Divisione portaerei del contrammiraglio Kakuji Kakuta (Ryujo con 37 velivoli, Junyo con 45 velivoli), protetta dalla sezione 2 della 4ª Divisione incrociatori (Takao, Maya) e da tre cacciatorpediniere (Ushio, Akebono, Oboro) formò la sottoposta 2ª Flotta aerea, avente al seguito una petroliera. Il naviglio più obsoleto servì a integrare i due convogli riuniti per l'occupazione delle isole: il contrammiraglio Sentarō Ōmori della 1ª Squadriglia cacciatorpediniere, sull'incrociatore leggero Abukuma, difendeva con cinque cacciatorpediniere e un posamine l'unico trasporto destinato a sbarcare ad Adak prima e Attu poi 1 500 uomini; il gruppo destinato a Kiska (21ª Divisione incrociatori, Asaka Maru, quattro cacciatorpediniere, tre dragamine e due trasporti con 1 250 soldati) era invece agli ordini del capitano di vascello Takeji Ono, issante le sue insegne sul Kiso. Infine furono schierati sei sommergibili, la portaidrovolanti Kimikawa Maru difesa dallo Shiokaze, alcuni pattugliatori e un piccolo gruppo aereo con funzioni esplorative, di supporto ed eventualmente offensive. Hosogaya concentrò la propria flotta a Ominato e, come da piano, coordinò la partenza a scaglioni tra il 26 e il 29 maggio.

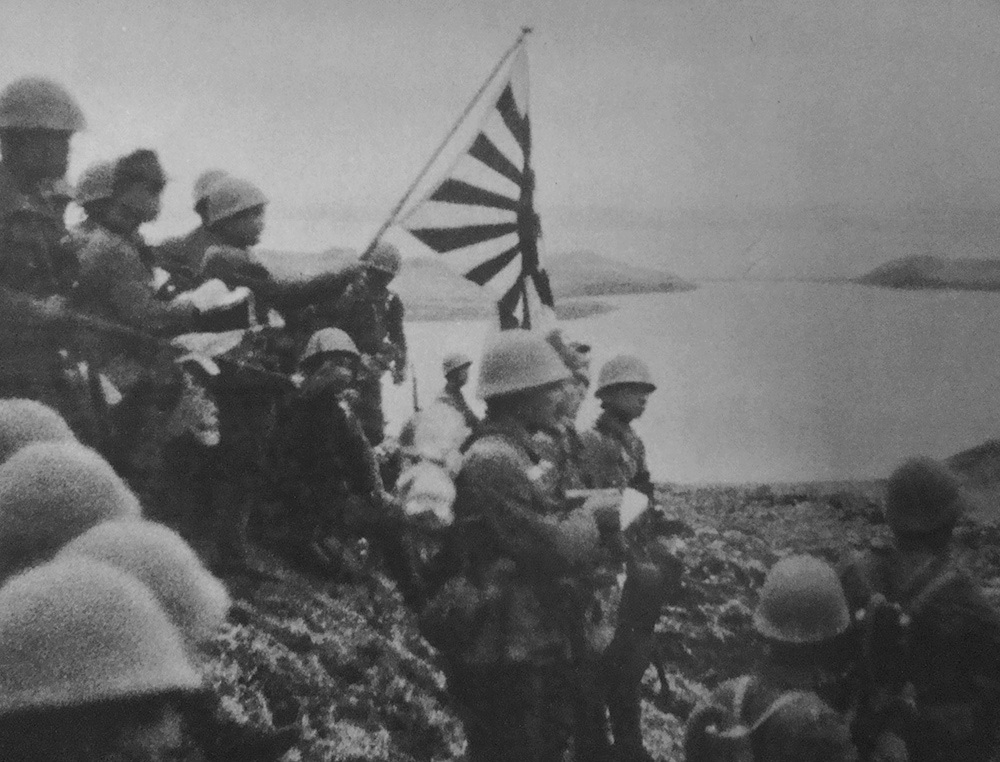
Truppe nipponiche occupano Kiska, giugno 1942

All'inizio del 3 giugno, indisturbato, arrivò con la 2ª Flotta aerea, il Nachi e i suoi cacciatorpediniere a sud-ovest di Dutch Harbor, principale base statunitense nel settore, e dette inizio alle procedure di armamento e lancio sulle portaerei, passando il comando tattico al contrammiraglio Kakuta; al contempo i due convogli erano in rotta verso le due isole. L'attacco alla cittadina non andò come previsto: gli aerei della Ryujo colpirono poco dopo le 04:00 e incendiarono depositi e una stazione radio, ma quelli della Junyo si smarrirono nella nebbia e persero tempo nell'evitare un solitario idrovolante nemico; dovettero quindi tornare indietro. Hosogaya ordinò altre due incursioni (la prima fallì per le condizioni proibitive) e quindi sostenne l'improvviso ma sterile attacco di bombardieri Martin B-26 Marauder e Boeing B-17 Flying Fortress. La mattina del 5 giugno fu informato dall'ammiraglio Yamamoto del disastro occorso più a sud ed ebbe disposizioni di annullare le operazioni su Adak, quindi di sospendere l'intera operazione e di precipitarsi in aiuto di Nagumo. Dopo poche ore Yamamoto tornò sulle sue decisioni e ordinò a Hosogaya di occupare solo Kiska e Attu, missione completata tra il 7 e il 10 giugno senza resistenze nemiche: gli sbarchi, piuttosto, furono resi difficoltosi dalle pessime condizioni atmosferiche. A questo punto, secondo le direttive del piano, Hosogaya fu rinforzato da elementi distaccati dai convogli e dalle altre flotte, allo scopo di parare eventuali contrattacchi statunitensi: al corpo principale aggiunse la 21ª Divisione, lo Abukuma e altri quattro cacciatorpediniere, mentre la 2ª Flotta mobile integrò la portaerei leggera Zuiho e la 4ª Divisione cacciatorpediniere. Egli distaccò quindi il contrammiraglio Ōmori con lo Abukuma e tre cacciatorpediniere per esplorare Amchitka e indicare siti utili per costruire una base aerea, ma la ricerca fu vana. Nel frattempo Hosogaya ebbe sotto di sé un numero crescente di unità e al 20 giugno, oltre alle navi già aggiunte, arrivò a disporre anche della Zuikaku, della 3ª Divisione corazzate (Kongo, Haruna, Hiei, Kirishima), degli incrociatori pesanti Myoko, Haguro, Tone, Chikuma, di un'ulteriore squadriglia di sommergibili e di altri quattro cacciatorpediniere. La 5ª Flotta così rafforzata, comunque, non fu coinvolta in alcuna operazione di rilievo e, d'altro canto, Hosogaya e i comandi superiori della Marina imperiale rimasero all'oscuro della presenza, 400 miglia a sud di Kodiak, della Task Force 8 del contrammiraglio Robert Theobald, ostacolata anch'essa dall'ambiente ostile.

#### Il fronte settentrionale e la battaglia delle Komandorski

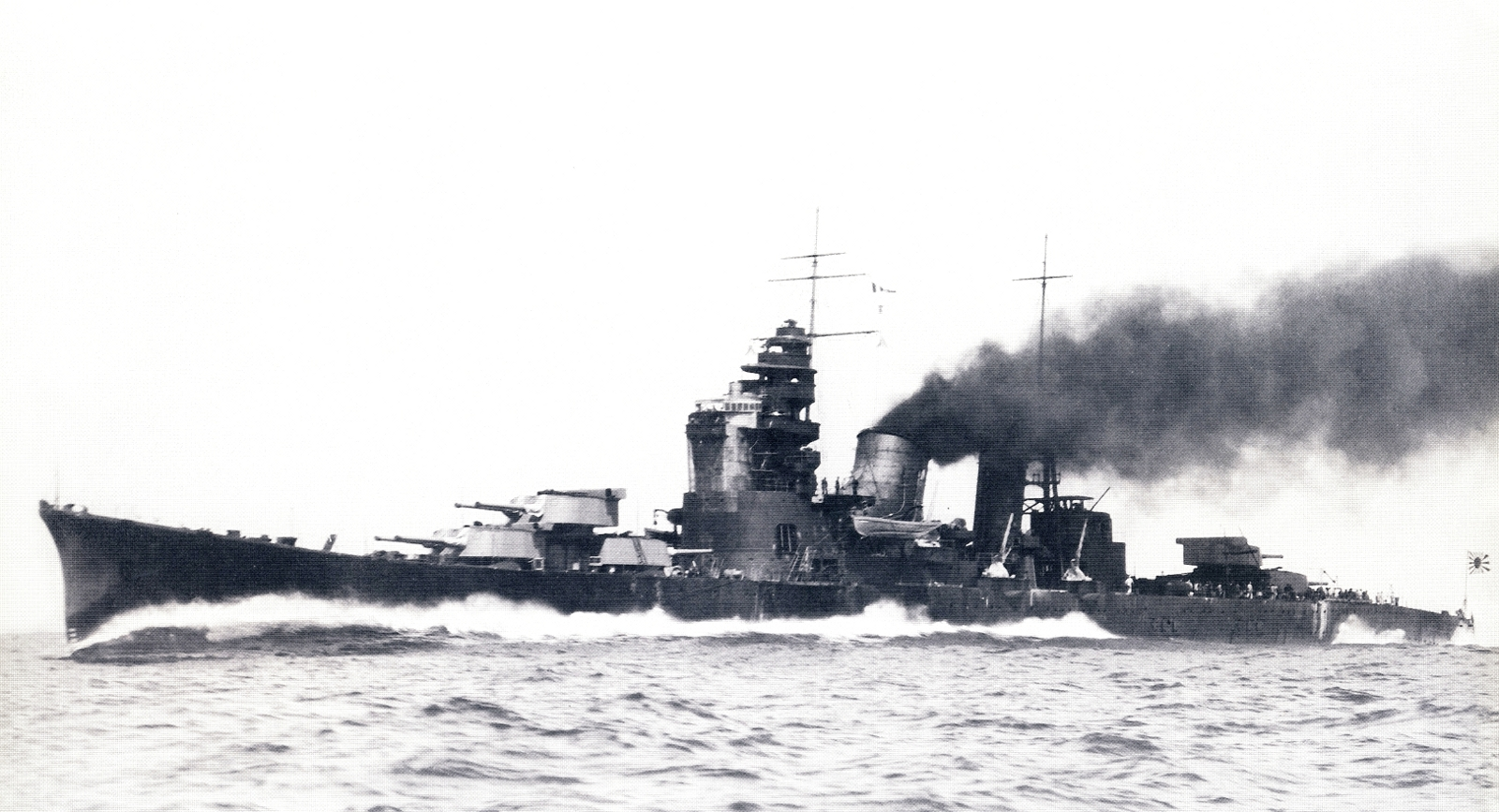
L'incrociatore Nachi, ammiraglia di Hosogaya dal maggio 1942 al marzo 1943

La reazione statunitense all'occupazione giapponese si concretizzò nei giorni seguenti nella forma di attacchi aerei e sottomarini ai convogli d'invasione, protetti dal naviglio leggero della 5ª Flotta, nonché ai trasporti e mercantili provenienti da Ominato e dalle Curili: nell'arco di un mese furono perduti i cacciatorpediniere Nenohi e Arare, mentre lo Shiranui, lo Hibiki e il Kasumi subirono gravi danni e furono ritirati; il trasporto Nassan Maru rimase vittima di un preciso bombardamento nella baia di Kiska il 13 giugno. Intanto Hosogaya aveva lasciato il teatro settentrionale con il corpo principale della 5ª Flotta e arrivò il 7 luglio a Yokosuka, dove tutte le unità aggregate in giugno furono ridestinate ad altri compiti; mantenne solo il Nachi. Entro la fine del mese Hosogaya riguadagnò Ominato e Paramushiro. Il 7 agosto Hosogaya salpò da Paramushir con il naviglio da battaglia della 5ª Flotta (il Nachi, la 21ª Divisione incrociatori, lo Abukuma e sette cacciatorpediniere) per intercettare una squadra nemica localizzata nell'area di Attu-Kiska, ma non avvenne alcun contatto; anche il 29 agosto partì urgentemente per dare battaglia a una task force localizzata vicino Atka, ma nuovamente non si ebbe alcun combattimento e Hosogaya tornò a Ominato nella prima decade di settembre. Una terza, sterile uscita si verificò nel gennaio 1943. I sommergibili, di cui Hosogaya dispose in numero limitato (mai più di dieci), dovevano eseguire pattugliamenti e attaccare qualsiasi bersaglio di valore, ma non raccolsero risultati apprezzabili.

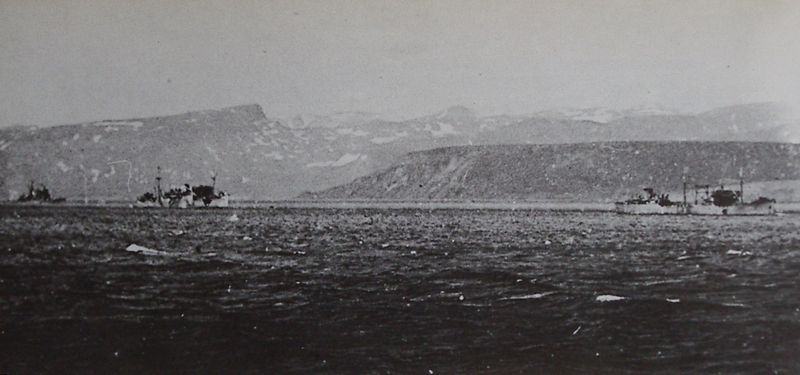
Unità della 5ª Flotta del viceammiraglio Hosogaya a Ominato

A partire dal luglio 1942 Hosogaya aveva dovuto far fronte a vasti problemi logistici per garantire un regolare afflusso di rifornimenti, munizioni, rinforzi e simili alle due isole; condizioni meteorologiche spesso avverse, crescente attività aeronavale statunitense e grossolani errori nelle stime per la costruzione di piste aeree fecero sì che i giapponesi fossero incapaci di opporsi alle incursioni aeree, nonché di recare cibo a sufficienza agli uomini. Tuttavia il viceammiraglio riteneva imperativo non evacuare le isole, come previsto nel maggio 1942, per non lasciare che gli americani, i quali avevano messo in funzione basi su Adak e Atka, potessero rioccuparle: con la Direttiva 106, pertanto, Hosogaya fu autorizzato a perseguire la nuova strategia. Egli schedulò una precisa tabella per redistribuire i molteplici impegni della 5ª Flotta e riuscì a incrementare le guarnigioni delle due isole – Attu a 2 800 uomini, Kiska a 3 000 circa –, in particolare le installazioni e le difese su Kiska (più esposta ai contrattacchi statunitensi). Peraltro le azioni dei sommergibili e dei bombardieri nemici disturbavano notevolmente il traffico dei trasporti e riuscirono ad affondarne alcuni, oltre a distruggere il cacciatorpediniere Oboro e danneggiare in varia misura altre navi e alcuni dei sommergibili stanziati dal viceammiraglio a Kiska. Tra il novembre 1942 e l'inizio del febbraio 1943 Hosogaya fu in grado a completare una decina di missioni di rifornimento, spesso sistemando sulle proprie navi da guerra le truppe, le armi e i materiali più importanti: ma a partire dalla fine di gennaio le incursioni aeree si erano intensificate senza che le guarnigioni, dotate solo di una manciata di idrovolanti da caccia e insufficiente contraerea, potessero contenerle. Gli Stati Uniti, infatti, avevano costruito un'attrezzata base anche su Amchitka e da qui forze navali bombardarono Attu a metà febbraio e sorpresero, distruggendolo, un trasporto in rotta per l'isola.

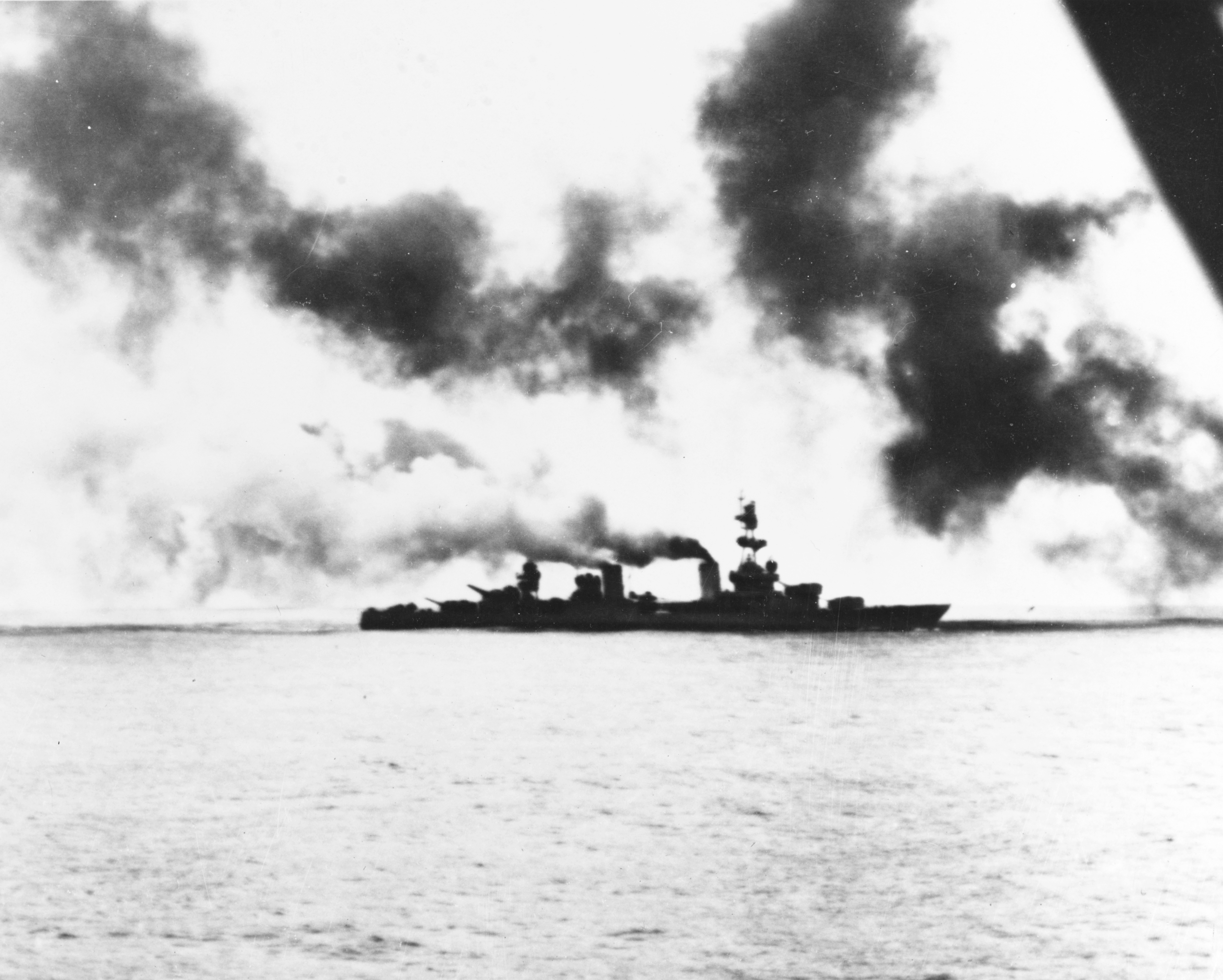
Il Salt Lake City durante la battaglia alle Komandorski, ripreso tra il fumo delle cannonate e delle cortine

La situazione era talmente grave che Hosogaya si risolse a scortare con tutte le sue unità i vulnerabili mercantili: la missione, intrapresa a inizio marzo, si concluse con successo e Hosogaya rientrò senza problemi a Paramushiro, dove organizzò un secondo viaggio dello stesso tipo. Il 22 marzo lasciò le Curili a bordo del Nachi che, assieme all'incrociatore pesante Maya, al Tama e ai cacciatorpediniere Wakaba e Hatsushimo, formava la scorta a distanza del convoglio, composto dagli incrociatori ausiliari Asaka Maru e Sakito Maru: essi erano affiancati dalla menomata 1ª Squadriglia del contrammiraglio Tomoichi Mōri (Abukuma, Ikazuchi, Inazuma). Infine era già in mare il trasporto Sanko Maru, protetto dal solo Usugumo, con il quale era prevista una riunione a sud-ovest di Attu. Alle 08:30 circa del 26 marzo la squadra giapponese, che procedeva con rotta nord, s'imbatté a sud delle isole Komandorski in una piccola porzione della Task force 16 (incrociatore pesante Salt Lake City, leggero Richmond e quattro cacciatorpediniere) guidata dal contrammiraglio Charles McMorris, dando inizio alla battaglia delle isole Komandorski. Per quanto sorpreso, Hosogaya fece allontanare verso nord-ovest gli incrociatori ausiliari assieme allo Inazuma, quindi si gettò verso gli statunitensi a sud-est con il Nachi, il Maya, il Tama e tagliò loro la via della ritirata; intanto la 1ª Squadriglia si era portato a ovest della formazione americana, chiudendola in una morsa. Il combattimento durò quasi quattro ore e vide inizialmente la prevalenza nipponica: Hosogaya bersagliò con gli incrociatori il Salt Lake City, che accusò danni e una serie di conseguenti avarie che, alla fine, portarono a un drammatico calo della velocità. McMorris, direttosi verso sud-ovest e poi a sud, cercò di proteggere la propria ammiraglia mediante cortine fumogene, in parte confondendo i giapponesi. Hosogaya riuscì comunque a rimontare gli americani ed era vicino a distruggere il Salt Lake City quando, all'incirca alle 12:00, i cacciatorpediniere statunitensi eseguirono un attacco con siluri che fece su di lui grande impressione. Ci fu quindi un rapido scambio di cannonate prima che, alle 12:04, Hosogaya prendesse una direzione ovest per ritrovare i trasporti e tornare a Paramushiro, lasciandosi sfuggire una facile vittoria. Per quanto incredibile, l'ordine di ripiegamento era stato suggerito a Hosogaya da una serie di motivazioni: i cacciatorpediniere erano a corto di carburante, gli incrociatori stavano per esaurire le munizioni perforanti e, nell'ultimo duello di artiglieria, il viceammiraglio pare avesse scambiato le colonne d'acqua, sollevate dalle granate americane e di colore bianco, come il risultato di un attacco aereo. Era plausibile, visto che Amchitka e Adak si trovavano poche centinaia di miglia a est e che Hosogaya aveva ricevuto intercettazioni indicanti la partenza da tali isole di gruppi aerei; tuttavia il cielo coperto da una coltre di nubi rendeva tale ipotesi assai aleatoria.

### Ultimi anni e decesso
Radunate le sparpagliate navi, Hosogaya si ricongiunse al piccolo convoglio e arrivò la mattina del 28 marzo a Paramushiro con quattordici morti e ventisette feriti sul Nachi, uniche perdite umane sofferte nel lungo scontro. Hosogaya fu subito interrogato circa lo svolgimento della battaglia e la sua condotta, ritenuta pavida e poco aggressiva, fu biasimata; tentò di difendersi elencando le ragioni che lo avevano spinto a ritirarsi, mettendo l'accento sul pericolo di attacco dal cielo (senza sapere che, allora, i reparti da bombardamento basati a terra avevano gravi carenze nel bersagliare obiettivi piccoli e in movimento come le navi), ma fu comunque ritenuto responsabile dello scacco strategico. Il 1º aprile 1943 fu bruscamente rimosso dal comando della 5ª Flotta, passata al viceammiraglio Shirō Kawase, e posto in attesa di incarico a tempo indefinito; infine il 4 novembre fu collocato nella lista degli ufficiali a riposo. Il giorno successivo ebbe notizia del suo trasferimento nelle isole del Mandato con la carica di Governatore generale, cui il 1º aprile e il 10 luglio 1944 aggiunse compiti minori come assistente presso la Flotta del Pacifico centrale (che coordinava le difese delle isole Marianne, Palau, Caroline occidentali) e della 3ª Flotta di spedizione del sud.
Hosogaya non ebbe più alcuna partecipazione alla seconda guerra mondiale e rimase isolato nella devastata base militare di Truk sino alla resa ufficiale dell'Impero giapponese. Il 12 marzo 1946 si dimise dalla Marina imperiale e si ritirò a vita privata. Morì l'8 febbraio 1964, a 75 anni.